# Dionysios (indo-griechischer König)
Dionysios Soter war ein indo-griechischer König, der im 1. Jahrhundert v. Chr. wahrscheinlich in Punjab regierte. Er ist nur von seinen wenigen Münzen bekannt, die auf der Vorderseite sein Bild oder Apollon und auf der Rückseite verschiedene Motive mit Beischriften in Kharoshthi zeigen. Von ihm sind Silberdrachmen bekannt.